# Armada Music
Armada Music [ɑrˈmɑːdə] è un'etichetta discografica indipendente olandese specializzata in musica dance, tra cui Trance, Progressive house e Deep house.

## Storia della Armada Music
Fondata nel giugno 2003 da Armin Van Buuren, Maykel Piron e David Lewis, da cui il nome formato dalle iniziali dei fondatori, ArMaDa, ha attratto molti artisti di alto livello sotto la sua gestione, tra cui Aly & Fila, Andy Moor, BT, Chicane, Dash Berlin, Paul Oakenfold, W&W, Cosmic Gate, Max Graham, e aggiunte più recenti come David Gravell, Audien, Toby Hedges, e Andrew Rayel.
Armada Music possiede più di 25 sotto-etichette, tra cui Mainstage Music diretta da W&W, Future Sound of Egypt e Future Sound of Egypt Excelsior dirette da Aly & Fila, Armada Trice, In My Opinion Records di Orjan Nilsen, Garuda di Gareth Emery e Armind, A State of Trance e Who's Afraid of 138?! di Armin Van Buuren.
Dal 2009 al 2013, l'etichetta discografica ha ricevuto cinque premi consecutivi come 'Migliore etichetta dance mondiale' agli International Dance Music Awards. Armada ha anche ricevuto 22 nomination agli IDMA 2014, vincendone 10, tra cui 'Migliore compilation' per A State of Trance.
Il CEO Maykel Piron è stato premiato con una 'Piuma' - un premio per persone che hanno dato un grande contributo alla musica olandese. Egli è la persona più giovane ad aver ricevuto questo premio prestigioso.
Armada Music ospita anche i suoi eventi in tutto il mondo: Armada Nights. Insieme ai DJ legati ad Armada, Armada Nights ha raggiunto Buenos Aires, Londra, Amsterdam, Roma, Giacarta, New York, Dubai, Città del Messico, e altre città mondiali. Sono anche apparsi stages all'Ultra Music Festival in Argentina e Cile, come all'Electronic Family in Amsterdam.

## Sottoetichette attive
Di seguito la lista delle sottoetichette attive:
- A State of Trance  diretta da Armin Van Buuren
- AERYS Records  diretta da Heatbeat
- Armada Captivating  diretta da Joël de Vriend
- Armada Chill  diretta da Rodg
- Armada Deep  diretta da Kevin Duane & Marwen Tlili
- Armada Electronic Elements, precedentemente nota come Electronic Elements
- Armada Subjekt, precedentemente nota come Subjekt Recordings
- Armada Trice  diretta da Onno van Kemenade
- Armada Zouk - precedentemente nota come Zouk Recordings
- Armind  diretta da Armin Van Buuren
- Aropa Records  diretta da Dash Berlin
- Black Sunset Music  diretta da Jeremy Vancaulart (dal 1/8/2016)
- DAYS like NIGHTS  diretta da Eelke Kleijn
- Delecta Records  diretta da Cedric Gervais
- Denis Kenzo Recordings  diretta da Denis Kenzo
- Diffused Records  diretta da Michael Woods
- #DLDK (Don't Let Daddy Know) Music
- Garuda diretta da Gareth Emery
- Geousus Records  diretta da Borgeous
- GOLDKID Records  diretta da Julian Jordan
- Goldrush Recordings  diretta da Ben Gold

- In My Opinion Records  diretta da Orjan Nilsen
- Interplay  diretta da Alexander Popov
- JEE Productions  diretta da Jerome Isma-ae
- Mainstage Music  diretta da W&W
- Modena  diretta da Chicane
- Musical Madness  diretta da Marcel Woods, in collaborazione con 2-Dutch
- NO ART  diretta da ANOTR
- NoFace  diretta da Max Vangeli
- Organized Nature  diretta da Gabriel & Dresden
- Release Records  diretta da Third Party
- Showland Records  diretta da Swanky Tunes
- Skink  diretta da Showtek in collaborazione con 2-Dutch
- Smash The House  diretta da Dimitri Vegas & Like Mike
- SONO Music  diretta da Sunnery James & Ryan Marciano
- Statement! Recordings  diretta da Ruben de Ronde
- Subjekt Recordings  diretta da Kevin Duane
- Subliminal Records  diretta da Erick Morillo
- The Bearded Man  diretta da Marwen Tlili
- THNK  diretta da Thomas Vink
- Top Flite Records  diretta da Juicy M
- Who's Afraid of 138?!  diretta da Armin Van Buuren

## Sottoetichette chiuse
- 68 Recordings
- 6K Recordings
- AVA Recordings  diretta da Andy Moor, acquistata da Black Hole Recordings
- Bandung
- Black Book Audio
- Captivating Sounds, re-brandizzata come Armada Captivating
- Club Elite diretta da M.I.K.E. Push
- Coldharbour Recordings diretta da Markus Schulz, ora di proprietà di Black Hole Recordings
- Coldharbour Red diretta da Markus Schulz
- Cryon Recordings
- Cyber Records
- Danse Club Records, ora indipendente
- Different Pieces
- Electronic Elements,  re-brandizzata come Armada Electronic Elements
- Energetic Sounds
- Fame Recordings
- FSOE (Future Sound of Egypt) Recordings  diretta da Aly & Fila, ora indipendente.
- FSOE (Future Sound of Egypt) Excelsior Recordings  diretta da Mohamed Ragab, ora indipendente
- Gangsta Audio
- IHU Records  diretta da Antillas, ora indipendente
- Intuition Deep

- Magic Island Records "diretta da" Roger Shah, acquistata da Black Hole Recordings
- M Recordings
- Morrison Recordings
- Perfecto Records  diretta da Paul Oakenfold, acquistata da Black Hole Recordings
- Perfecto Black  diretta da Paul Oakenfold, acquistata da Black Hole Recordings
- Perfecto Fluoro  diretta da Paul Oakenfold, acquistata da Black Hole Recordings
- Plus 39 Group
- Re*Brand  diretta da Max Graham
- S107 Recordings
- Soundpiercing
- State Recordings
- Stoney Boy Music
- Subculture diretta da John O'Callaghan, acquistata da Black Hole Recordings
- Trice Recordings, re-brandizzata come Armada Trice
- Vandit  diretta da Paul van Dyk, ora indipendente
- Wake Your Mind Records  diretta da Cosmic Gate, acquistata da Black Hole Recordings

## Artisti
- 16 Bit Lolitas
- 2 Faced Funks
- Alex M.O.R.P.H.
- Alex Wackii
- Alexander Popov
- Alesso
- Aly & Fila
- Andrew Rayel
- Andy Wild
- Andrea Roma
- Andy Moor
- A.R.D.I.
- Arisen Flame
- Arty
- Antillas
- Arizona
- Armin van Buuren
- Armin van Buuren presents Gaia
- ATB
- Au5
- Audien
- Bjorn Akesson
- Bilal El Aly
- Bluestone
- Bobina
- Booka Shade
- BOOSTEDKIDS
- BT
- Bynon
- Cerf, Mitiska & Jaren
- Chicane
- Chris Schweizer
- Christian Burns
- CLMD
- Conjure One
- Cosmic Gate
- Dabruck & Klein
- Daniel Van Sand
- Dj Aocrg
- Da Hool
- Daleri
- Dash Berlin
- David Gravell
- DNS project
- Emma Hewitt
- Federico Gardenghi
- Gabriel & Dresden
- Gofman & Tsukerman
- Grube & Hovsepian
- Grum
- Hardwell
- Harry Peater
- Heatbeat
- Jerome Isma-ae
- Jetfire & Happy Enemies

- John O'Callaghan
- Jorn van Deynhoven
- Julian Jordan
- Klauss Goulart
- KhoMha
- Leo Montgomery
- Lush & Simon
- Maison & Dragen
- Maor Levi
- Mark Sixma
- Markus Schulz
- Markus Schulz presents Dakota
- MaRLo
- Matt Darey
- Max Graham
- Michael S.
- Mike Foyle
- Milan & Phoenix
- Mischa Daniels
- Mr. Belt & Wezol
- Mr. Pit
- Octagen
- Omnia
- Ørjan Nilsen
- Paul Mayson
- Paul Oakenfold
- Photographer
- Planet of Sound
- Protoculture
- Purple Stories
- Ralphie B
- Rex Mundi
- Roger Shah
- Roger Shah presents Sunlounger
- Ruben de Ronde
- Sandro Silva
- Shogun
- Signalrunners
- Signum
- Soul & Senses
- The Space Brothers
- Stefan Dabruck
- Taepr
- TBMA
- Tenishia
- The Blizzard
- Thomas Beringher
- Thomas Newman
- Tiga
- Toby Hedges
- Tomas Heredia
- Tom Fall
- Tritonal
- Tube & Berger
- tyDi
- W&W
- Way Out West
- Wezz Devall
- York